# Agustín Irazoque
Agustín Ezequiel Irazoque (Córdoba, Argentina; 16 de noviembre de 1999) es un futbolista argentino. Juega de defensa y su equipo actual es el Barracas Central de la Primera División de Argentina.

## Trayectoria
Con paso por las inferiores del Talleres de Córdoba y Rosario Central, Irazoque comenzó su carrera profesional en 2021 en el Alvarado de la Primera B Nacional, donde jugó por dos temporadas.
En diciembre de 2024, firmó en el Barracas Central de la Primera División de Argentina.

## Estadísticas
Actualizado al último partido disputado el 19 de febrero de 2024.
| Club                       | Div.          | Temporada     | Liga  | Liga  | Copas nacionales | Copas nacionales | Copas internacionales | Copas internacionales | Total | Total |
| Club                       | Div.          | Temporada     | Part. | Goles | Part.            | Goles            | Part.                 | Goles                 | Part. | Goles |
| -------------------------- | ------------- | ------------- | ----- | ----- | ---------------- | ---------------- | --------------------- | --------------------- | ----- | ----- |
| Alvarado Argentina         | 2.ª           | 2021          | 17    | 0     | —                | —                | —                     | —                     | 17    | 0     |
| Alvarado Argentina         | 2.ª           | 2022          | 29    | 0     | —                | —                | —                     | —                     | 29    | 0     |
| Alvarado Argentina         | 2.ª           | 2023          | 26    | 1     | —                | —                | —                     | —                     | 26    | 1     |
| Alvarado Argentina         | Total club    | Total club    | 72    | 1     | 0                | 0                | 0                     | 0                     | 72    | 1     |
| Barracas Central Argentina | 1.ª           | 2024          | 0     | 0     | 3                | 0                | —                     | —                     | 3     | 0     |
| Barracas Central Argentina | Total club    | Total club    | 0     | 0     | 3                | 0                | 0                     | 0                     | 6     | 0     |
| Total carrera              | Total carrera | Total carrera | 72    | 1     | 3                | 0                | 0                     | 0                     | 75    | 1     |